# Exothispa reimeri
Exothispa reimeri là một loài bọ cánh cứng trong họ Chrysomelidae. Loài này được Kolbe miêu tả khoa học năm 1897.